# Klaus Hänsch
Klaus Hänsch (Sprottau, 15 dicembre 1938) è un politico tedesco, presidente del Parlamento europeo dal 1994 al 1997. È europarlamentare dal 1979 nelle file del PSE. Nel suo paese fa parte del Partito Socialdemocratico di Germania.